# Кунъёми
Кунъёми (яп. 訓読み,くんよみ, «обычное прочтение») — японское прочтение китайского иероглифа по его смыслу. Японский перевод китайского иероглифа.

## Краткие сведения
Кунъёми как метод был основан на произношении исконно японских слов (大和言葉, [ямато котоба] — «слова Ямато»), к которому были по смыслу подобраны китайские иероглифы. Иначе говоря, кунъёми — это перевод китайских символов на японский язык. У некоторых иероглифов может быть сразу несколько кунъёми, а может и не быть вовсе.
Например, знак 東, обозначающий «восток», имеет прочтение онъёми — то. Однако в японском языке до ввода иероглифов было сразу два японских слова для обозначения этой части мира: хигаси и адзума. Именно они и стали кунъёми этого иероглифа. У иероглифа 寸, что обозначает китайскую меру длины (около 4 см), не было аналога в японском языке, поэтому этот знак имеет только онъёми — сун.
Кунъёми определяется прочной силабичной структурой оригинальных японских слов яматокотоба. Кунъёми большинства существительных и прилагательных имеют длину в 2 или 3 состава, в то время как кунъёми глаголов короче:— 1 или 2 состава (не учитывая флексий — окуриганы, которая записывается хираганой, хотя и считается частью прочтения глаголообразующих иероглифов).
В большинстве случаев для записи одного японского слова использовались различные иероглифические знаки, для отражения различных оттенков значения. Например, слово наосу, записанное как 治す, будет означать «исправлять (здоровье)», в то время как запись 直す будет означать «исправлять (ошибки)». Порой разница в написании прозрачная, а иногда достаточно тонкая. Для того, чтобы не ошибиться в оттенках содержания, слово иногда записывается хираганой. Например, так часто делают для записи слова мото («основа»), которому соответствуют сразу пять разных иероглифов: 元, 基, 本, 下, 素. Разница в употреблении иероглифов с одинаковым кунъёми труднодоступна даже для японцев.